# Clinton Antwi
Clinton Antwi (født 6. november 1999) er en ghanesisk fodboldspiller, der spiller for den finske  klub Kuopion Palloseura.

## Klubkarriere
Antwi spillede for akademiet Right to Dream, inden han i januar 2018 skiftede til FC Nordsjælland.

### FC Nordsjælland
Efter i januar 2018 at være skiftet til FC Nordsjælland tilbragte han sin første halvsæson i foråret 2018 på U/19-holdet i U/19 Ligaen. I sommeren 2018 trænede han med klubbens førstehold, hvor han også var med på klubbens træningslejr i Spanien, og han blev i juni/juli 2018 permanent rykket op i klubbens førsteholdstrup.
Antwi fik sin offielle debut i Superligaen for FC Nordjælland den 22. juli 2018, da han blev skiftet ind i det 37. minut i stedet for en skadet Mads 'Mini' Pedersen i en 1-1-kamp ude mod AGF.